# Adam Churek
Adam Churek (ur. 16 września 1966 roku w Myszkowie) – były polski piłkarz, grający na pozycji obrońcy. Wychowanek Papiernika Myszków, w swojej karierze grał między innymi w Zagłębiu Sosnowiec, w barwach którego w latach 1990–1992 rozegrał 44 mecze w I lidze polskiej. Reprezentował również barwy Krisbutu Myszków, Victorii Jaworzno i Warty Zawiercie.

## Statystyki ligowe
| Sezon         | Klub               | Liga           | Mecze | Gole |
| ------------- | ------------------ | -------------- | ----- | ---- |
| 1989/1990     | Papiernik Myszków  | klasa okręgowa | ?     | ?    |
| 1990/1991     | Zagłębie Sosnowiec | I liga         | 18    | 0    |
| 1991/1992     | Zagłębie Sosnowiec | I liga         | 26    | 0    |
| 1992/1993     | Zagłębie Sosnowiec | II liga        | 30    | 0    |
| 1994/1995     | Krisbut Myszków    | II liga        | 33    | 0    |
| 1995/1996 (j) | Krisbut Myszków    | II liga        | 7     | 0    |
| 1995/1996 (w) | Victoria Jaworzno  | IV liga        | ?     | ?    |
| 1999/2000     | Warta Zawiercie    | III liga       | ?     | ?    |
| 2000/2001     | Warta Zawiercie    | III liga       | ?     | ?    |